# Кулотунга Чола III
Кулотунга Чола III – південноіндійський тамільський імператор Чола, який успадкував трон після смерті Раджадхіраджі Чола II. 

## Правління
Кулотунга Чола III мав успіх у війнах проти традиційних ворогів Чола. Він здобув перемогу у боротьбі проти Хойсалів,  мадурайських Пандья, венадських Чера, сингальських царів Еламу (Шрі-Ланка), а також проти веланадських Чода та Неллуру. Окрім того він відновив контроль над Каруром, який перебував під управлінням Атхіяманів, васалів Чола. Витіснив зі своїх володінь хойсалів під керівництвом Баллали II. Разом з тим, упродовж двох останніх років свого правління зазнав поразки від правителів Пандья, які відновлювали свою міць.